# جدول مدال‌های المپیک تابستانی ۱۹۰۸

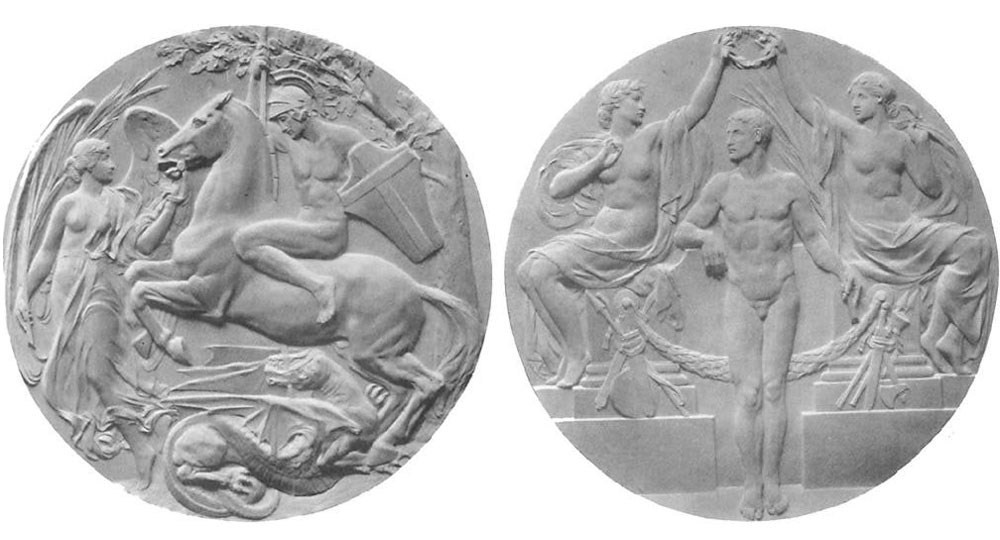
مدال‌های بازی‌های المپیک تابستانی ۱۹۰۸

مدال‌های بازی‌های المپیک تابستانی ۱۹۰۸ لندن از تاریخ ۲۷ آوریل تا ۳۱ اکتبر ۱۹۰۸ میلادی در ۱۱۰ رویداد، ۲۲ رشته ورزشی تقسیم شده‌است، در این دوره از مسابقات ۲۰۰۸ ورزشکار از ۲۲ کشور جهان شرکت کرده بودند.

## جدول مدال‌ها

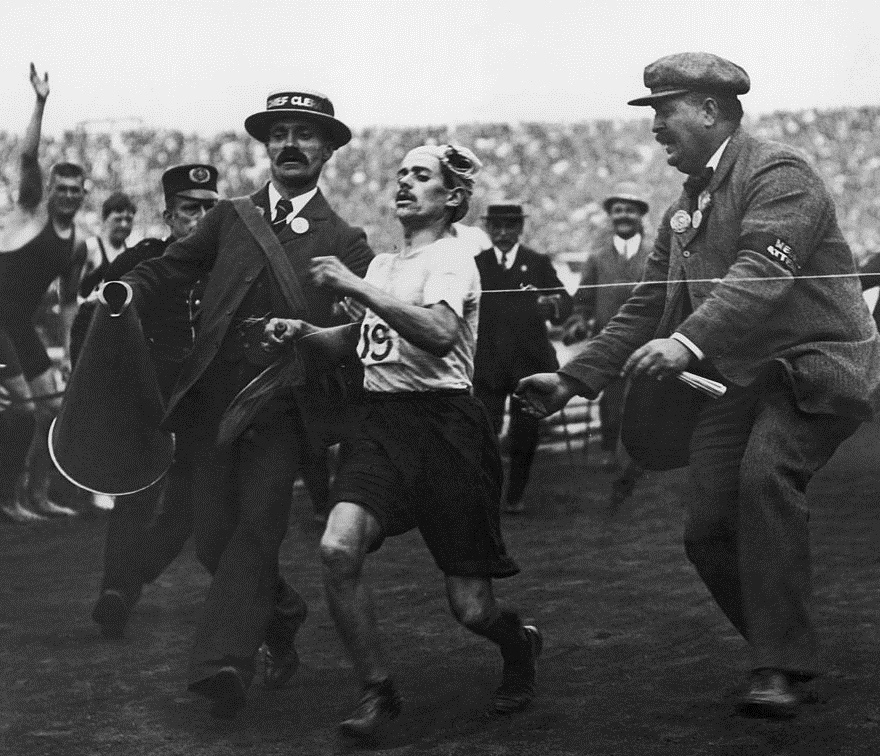
مسابقه دو ماراتن المپیک ۱۹۰۸

| رتبه  | کشور                      | طلا | نقره | برنز | مجموع |
| ----- | ------------------------- | --- | ---- | ---- | ----- |
| ۱*    | بریتانیای کبیر (GBR)      | ۵۶  | ۵۱   | ۳۹   | ۱۴۶   |
| ۲     | ایالات متحده آمریکا (USA) | ۲۳  | ۱۲   | ۱۲   | ۴۷    |
| ۳     | سوئد (SWE)                | ۸   | ۶    | ۱۱   | ۲۵    |
| ۴     | فرانسه (FRA)              | ۵   | ۵    | ۹    | ۱۹    |
| ۵     | آلمان (GER)               | ۳   | ۵    | ۵    | ۱۳    |
| ۶     | مجارستان (HUN)            | ۳   | ۴    | ۲    | ۹     |
| ۷     | کانادا (CAN)              | ۳   | ۳    | ۱۰   | ۱۶    |
| ۸     | نروژ (NOR)                | ۲   | ۳    | ۳    | ۸     |
| ۹     | ایتالیا (ITA)             | ۲   | ۲    | ۰    | ۴     |
| ۱۰    | بلژیک (BEL)               | ۱   | ۵    | ۲    | ۸     |
| ۱۱    | استرالزی (ANZ)            | ۱   | ۲    | ۲    | ۵     |
| ۱۲    | روسیه (RUS)               | ۱   | ۲    | ۰    | ۳     |
| ۱۳    | فنلاند (FIN)              | ۱   | ۱    | ۳    | ۵     |
| ۱۴    | آفریقای جنوبی (RSA)       | ۱   | ۱    | ۰    | ۲     |
| ۱۵    | یونان (GRE)               | ۰   | ۳    | ۰    | ۳     |
| ۱۶    | دانمارک (DEN)             | ۰   | ۲    | ۳    | ۵     |
| ۱۷    | بوهم (BOH)                | ۰   | ۰    | ۲    | ۲     |
| ۱۷    | هلند (NED)                | ۰   | ۰    | ۲    | ۲     |
| ۱۹    | اتریش (AUT)               | ۰   | ۰    | ۱    | ۱     |
| مجموع | مجموع                     | ۱۱۰ | ۱۰۷  | ۱۰۶  | ۳۲۳   |